# Callitris neocaledonica
Callitris neocaledonica là một loài thực vật hạt trần trong họ Cupressaceae. Loài này được Dümmer mô tả khoa học đầu tiên năm 1914.